# Camara (magasin)
Pour les articles homonymes, voir camara.
Camara est un réseau de magasins français vendant du matériel pour la photo, la vidéo et le numérique.

## Historique
Le réseau est fondé en France en 1952 par quelques amis passionnés[Qui ?] par la photographie qui décident de s’associer dans le but de faciliter et d’améliorer leurs conditions d’achat auprès de leurs partenaires commerciaux. Ils forment à cette époque la SAPC (Société d'Achats Photo Ciné).
Dans les années 1970, l’ensemble des membres du groupe décide de se regrouper sous une même enseigne commerciale, « Camara ».

## Vente
Le réseau compte une centaine de magasins en 2023, spécialisés dans la vente et le conseil de matériel photo/vidéo. Le réseau vend aussi depuis 2006 ses produits en ligne, sur le site web camara.net.

## Principaux concurrents
- Le réseau de spécialistes : PHOX également en coopérative. Il compte plus de 100 magasins en 2023.
- Le réseau de spécialistes : Images-Photo. Il compte 14 magasins en 2023.
- Le réseau de grandes surfaces spécialisées : Fnac, Darty, Boulanger.
- La vente sur le web : (Amazon, Cdiscount, Digit-Photo, Miss Numérique...).